# Serapias ambigua
Serapias ambigua là một loài thực vật có hoa trong họ Lan. Loài này được Rouy ex E.G.Camus miêu tả khoa học đầu tiên năm 1892.